# Selecció femenina de Rugbi VII de França
La selecció femenina de Rugbi VII de França representa a França. Ha participat en les tres edicions olímpiques de l'esport, guanyant la medalla de plata en els Jocs Olímpics de Tòquio 2020, després de perdre la final contra Nova Zelanda per 26 - 12. La capitana d'aquest equip històric era Fanny Horta, jugadora nord-catalana nascuda a Perpinyà, que es va retirar guanyant la medalla de plata.
A més també ha guanyat 1 medalla de plata en el Campionat del Món dels Estats Units de 2018 i una medalla de bronze en el Campionat del Món de Sud-àfrica de 2022, així com tres medalles en les World Rugby Women's Series.

## Historial

### Jocs Olímpics
| Edició | Any  | Seu            | Posició    | J | G | E | P | GF  | GC |
| ------ | ---- | -------------- | ---------- | - | - | - | - | --- | -- |
| XXX    | 2016 | Rio de Janeiro | 6a posició | 6 | 3 | 0 | 3 | 105 | 86 |
| XXXI   | 2020 | Tòquio         | 2          | 6 | 5 | 0 | 1 | 145 | 65 |
| XXXII  | 2024 | París          | 5a posició | 6 | 5 | 0 | 1 | 160 | 47 |

### Campionat del Món
| Edició | Any  | Seu           | Posició     | J | G | E | P | GF  | GC |
| ------ | ---- | ------------- | ----------- | - | - | - | - | --- | -- |
| I      | 2009 | Emirats Àrabs | 7a posició  | 5 | 2 | 0 | 3 | 59  | 70 |
| II     | 2013 | Rússia        | 11a posició | 5 | 2 | 1 | 2 | 119 | 60 |
| III    | 2018 | Estats Units  | 2           | 4 | 3 | 0 | 1 | 76  | 67 |
| IV     | 2022 | Sud-àfrica    | 3           | 4 | 3 | 0 | 1 | 84  | 59 |

### World Rugby Women's Sevens Series
| Edició | Temporada | Posició     |
| ------ | --------- | ----------- |
| I      | 2012-13   | 12a posició |
| II     | 2013-14   | 8a posició  |
| III    | 2014-15   | 6a posició  |
| IV     | 2015-16   | 5a posició  |
| V      | 2016-17   | 7a posició  |
| VI     | 2017-18   | 3           |
| VII    | 2018-19   | 5a posició  |
| VIII   | 2019-20   | 4a posició  |
| IX     | 2021-22   | 2           |
| X      | 2022-23   | 4a posició  |
| XI     | 2023-24   | 2           |